# リミニ県

リミニ県
Provincia di Rimini

リミニ県（リミニけん、Provincia di Rimini）は、イタリア共和国エミリア＝ロマーニャ州に属する県のひとつ。県都は港湾都市リミニ（リーミニ）。リーミニ県ともカナ表記される。

## 地理

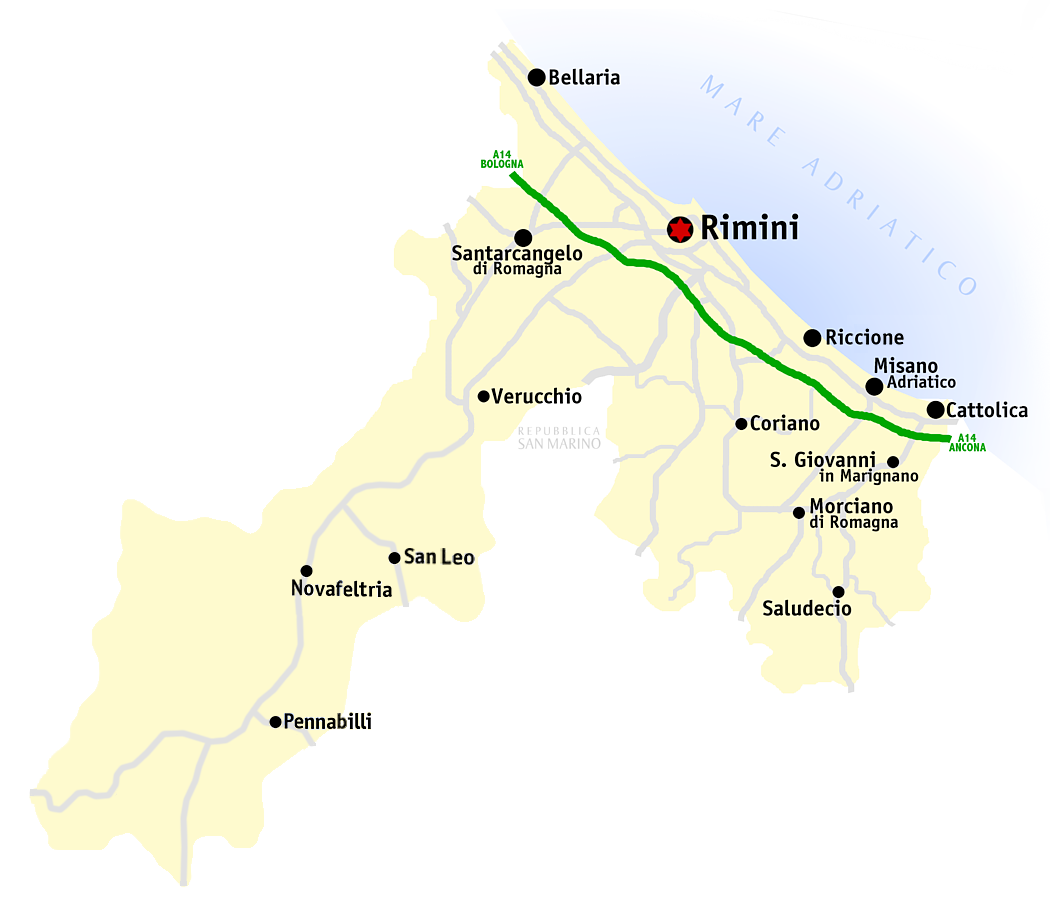
リミニ県

### 位置・広がり
エミリア＝ロマーニャ州の最も南東に位置する県で、北東にアドリア海に面し、南にマルケ州と接する。県の南には独立国のサンマリノ共和国があり、同国を三方から囲む形となっている。また、県西南部にはアレッツォ県の飛び地がある。県都リミニは、サンマリノから北東へ16km、ペーザロから北西へ33km、フォルリから東南東へ46km、ラヴェンナから南東へ50km、アレッツォから北東へ87km、州都ボローニャから東南東へ109kmの距離にある。
隣接する県および国家は以下の通り。
- フォルリ＝チェゼーナ県 - 北西
- サンマリノ共和国 - 南
- ペーザロ・エ・ウルビーノ県（マルケ州） - 南東
- アレッツォ県 （トスカーナ州） - 南西

### 県内の地域と主要な都市
2001年の国勢調査に基づく居住地区（Località abitata）別人口統計によれば、人口5000人以上の都市・集落は以下の通り。
- リミニ - 110,173人
- リッチョーネ - 32,188人
- カットーリカ - 15,440人
- ベッラーリア＝イジェーア・マリーナ - 14,319人
- サンタルカンジェロ （サンタルカンジェロ・ディ・ロマーニャ市） - 9,829人
- ヴィッラ・ヴェルッキオ （ヴェルッキオ市） - 5,567人
- モルチャーノ・ディ・ロマーニャ - 5,415人

- リミニ
- リッチョーネ
- カットーリカ

## 歴史
マレッキア川河口部に位置するリミニは、紀元前268年にローマの植民都市アリミヌムとして建設された。ローマから通じるフラミニア街道の終点であるアリミヌムは、北イタリアのポー平原に向かうエミリア街道の起点でもある。西ローマ帝国の崩壊（476年）以後、リミニはアドリア海沿岸部のマルケの諸都市とともに東ローマ帝国の統治下に置かれ、次いでフランク王国によって教皇に寄進された（ピピンの寄進）。
中世に自治権を獲得したリミニでは、マラテスタ家が台頭し、16世紀まで統治した。また、マレッキア川の中上流域アルタ・ヴァルマレッキア （Alta Valmarecchia）一帯は、ウルビーノの統治者であったモンテフェルトロ家が統治した。モンテフェルトロ家は、現在のペーザロ・エ・ウルビーノ県、リミニ県、アレッツォ県、サンマリノ共和国にまたがる地方を支配しており、この一帯はモンテフェルトロ地方 (Montefeltro) と呼ばれる歴史的な地域となっている。
その後は教皇領の一部に含まれることになった。

### 自治体の沿革
リミニ県は、1992年3月6日の法律により新たに誕生した8つの県の1つであり、フォルリ県を分割して成立した。なお、他の部分はそれにあわせて、フォルリ＝チェゼーナ県に改称している。準備期間を経て、1995年4月23日に初代県知事を選出し、県としての活動を正式に開始した。
2009年、アルタ・ヴァルマレッキア地域（ノヴァフェルトリアをはじめとする7コムーネ）328 km2が、マルケ州ペーザロ・エ・ウルビーノ県から当県所属に移された (it:Variazioni territoriali e amministrative delle Marche#2009) 。
2021年、モンテコピオーロとサッソフェルトリオがペーザロ・エ・ウルビーノ県から当県所属に移された。

## 行政区画
リミニ県には27のコムーネが属する。主要なコムーネ（人口1万人以上）は下表の通り。左端の数字はISTATコードを示す。人口は2023年1月1日現在。
| コード | 自治体名                             | 人口    |
| ------ | ------------------------------------ | ------- |
| 099014 | リミニ                               | 149,681 |
| 099013 | リッチョーネ                         | 34,514  |
| 099018 | サンタルカンジェロ・ディ・ロマーニャ | 22,177  |
| 099001 | ベッラーリア＝イジェーア・マリーナ   | 19,468  |
| 099002 | カットーリカ                         | 16,552  |
| 099005 | ミザーノ・アドリアーティコ           | 14,005  |
| 099003 | コリアーノ                           | 10,446  |
| 099020 | ヴェルッキオ                         | 10,062  |

2009年に、カステルデルチ、マイオーロ、ノヴァフェルトリア、ペンナビッリ、サン・レーオ、サンターガタ・フェルトリア、タラメッロの7コムーネが、マルケ州ペーザロ・エ・ウルビーノ県から当県所属に移された。
2021年に、モンテコピオーロとサッソフェルトリオがペーザロ・エ・ウルビーノ県から当県所属に移された。
21世紀に入って以降、以下のコムーネ統廃合 (it:Fusione di comuni italiani) が行われている。
- 2014年、トッリアーナとポッジョ・ベルニが合併し、ポッジョ・トッリアーナが発足した。
- 2016年、モンテ・コロンボがモンテスクードに編入され、モンテスクード＝モンテ・コロンボが発足した。

## 人物

### 著名な出身者
- フェデリコ・フェリーニ - 映画監督。リミニ生まれ。